# Alisa Camplinová
Alisa Peta Camplinová (* 10. listopadu 1974, Melbourne) je bývalá australská akrobatická lyžařka.
Na olympijských hrách v Salt Lake City roku 2002 vyhrála závod v akrobatických skocích, čímž získala pro Austrálii druhé zlato ze zimních her v celé jejich historii. Na dalších hrách v Turíně roku 2006 získala ve stejné disciplíně bronz, čímž se stala prvním australským lyžařem, který dokázal získat medaili na dvou po sobě jsoucích olympiádách. V roce 2003 získala rovněž titul mistryně světa. Má dva malé křišťálové glóby za celkové boulařské vítězství ve světovém poháru (2003, 2004). V souboji o velký křišťálový glóbus, tedy o celkové vítězství ve světovém poháru akrobatického lyžování, skončila nejlépe čtvrtá (2004). Vyhrála v seriálu světového poháru 10 závodů, 19krát stála na stupních vítězů. Závodní kariéru ukončila roku 2006. Na olympiádě v Turíně byla vlajkonoškou australské výpravy na zahajovacím ceremoniálu. V roce 2008 byla uvedena do Australské sportovní síně slávy.
Mezi zranění, která během závodní kariéry utrpěla, patří zlomenina klíční kosti, zlomenina ruky, vykloubené rameno, dva zlomené kotníky, natržená Achillova šlacha, natržený přední zkřížený vaz a devět otřesů mozku. Začínala jako gymnastka a jachtařka, vyhrála dokonce dva australské národní tituly ve třídě katamaránů Hobie Cat. Velká část jejího tréninku byla zpočátku bez lyží a její lyžařská nejistota se stala proslulou - upadla i po svém olympijském vítězství, když si jela promluvit s novináři. Byla známa svou menší postavou (157 cm). Po konci sportovní kariéry získala bakalářský titul v oboru informačních technologií na Swinburne University of Technology a začala pracovat jako manažer pro společnost IBM. Živí se též jako motivační řečník. Provdala se v prosinci 2010. Její první dítě, Finnan Maximus, zemřelo 10 dní po porodu kvůli vrozené srdeční vadě. Založila poté nadaci Finnan's Gift, která sbírá peníze na nákup vybavení, které detekuje srdeční vady u novorozenců. V roce 2013 Camplin porodila druhé dítě, roku 2016 třetí.